# Diana Sjnajder
Diana Maksimovna Sjnaider (russisk: Диа́на Макси́мовна Шна́йдер, født 2. april 2004 i Moskva, Rusland) er en professionel tennisspiller fra Rusland.